# 495th Fighter Group
Il 495th Fighter Group è uno stormo attivo associato dell'Air Combat Command, inquadrato nella Ninth Air Force. Il suo quartier generale è situato presso la Shaw Air Force Base, nella Carolina del Sud.

## Missione
Lo stormo non dispone di propri velivoli ma fornisce piloti a diverse unità da caccia dell'Air Force Reserve Command e Air National Guard.

## Organizzazione
Attualmente, al maggio 2017, lo stormo controlla:
- 315th Fighter Squadron, unità associata al 158th Fighter Wing, Vermont Air National Guard
- 316th Fighter Squadron, unità associata al 169th Fighter Wing, Carolina del Sud Air National Guard
- 358th Fighter Squadron, unità associata al 442nd Fighter Wing, Air Force Reserve Command
- 367th Fighter Squadron, unità associata al 482nd Fighter Wing, Air Force Reserve Command
- 377th Fighter Squadron, unità associata al 187th Fighter Wing, Alabama Air National Guard
- 378th Fighter Squadron, unità associata al 115th Fighter Wing, Wisconsin Air National Guard